# John Sandford
John Sandford (* 23. Februar 1944 in Cedar Rapids, Iowa) ist das Pseudonym des US-amerikanischen Schriftstellers John Roswell Camp.

## Biographie
Camp unterbrach sein Geschichtsstudium, um seinen Militärdienst in Korea abzuleisten, und nahm es anschließend wieder auf. Er schloss mit dem Titel „Master’s Degree in Journalism“ ab und arbeitete in der Zeit von 1970 bis 1978 für die Miami Herald Tribune. Dort arbeitete er mit den inzwischen ebenfalls als Thrillerautoren bekannten Carl Hiaasen und Edna Buchanan.
1980 wechselte er seinen Arbeitsplatz und begann, für die St. Paul Pioneer Press zu schreiben. Im selben Jahr wurde er wegen einer Artikelserie über die Kultur der amerikanischen Ureinwohner zum ersten Mal für den Pulitzer-Preis vorgeschlagen und gewann ihn schließlich 1986 für eine Artikelserie über das Leben einer modernen Farmer-Familie.
Nach neun Jahren beendete er 1989 sein Engagement bei der Pioneer Press und veröffentlichte zeitgleich seine ersten beiden Kriminalromane „Rules of Prey“ (deutscher Titel: „Schule des Todes“) sowie „The Fool’s Run“ („Die Spur des Narren“). Seitdem sind 19 weitere Krimiromane erschienen.
In 16 seiner Romane ist die Hauptfigur der Polizist Lucas Davenport, der in und um Minneapolis und St. Paul (den sogenannten Twin Cities) schwierige Fälle zu lösen hat. Bemerkenswert sind die englischen Titel dieser Reihe, die alle das Wort „Prey“ (deutsch: „Opfer“, „Beute“) enthalten. Daneben gibt es noch eine lose Reihe von insgesamt vier Büchern über die Diebin LuEllen und den Computerprofi Kidd.
John Camp ist nach zwischenzeitlicher Scheidung wieder mit seiner Frau verheiratet und lebt nahe Minneapolis. Mit seinem Sohn arbeitet er inzwischen an weiteren Romanen.

## Auszeichnungen
- 2011 International Thriller Award – Kategorie Bester Roman der The International Thriller Writers Inc. (ITW) für Bad Blood.

## Werke von John Sandford
Lucas-Davenport-Reihe
- 1989: Rules of Prey. (Schule des Todes. ISBN 3-570-06818-8).
- 1990: Shadow Prey. (Der indianische Schatten. ISBN 3-442-41504-7).
- 1991: Eyes of Prey. (Blinde Spiegel. ISBN 3-442-41352-4).
- 1992: Silent Prey. (Stumme Opfer. ISBN 3-442-55330-X).
- 1993: Winter Prey. (Eisnacht. ISBN 3-442-45669-X) (auch erschienen unter dem Titel The Iceman).
- 1994: Night Prey. (Das Messer im Schatten. ISBN 3-442-43398-3).
- 1995: Mind Prey. (Böses Spiel. ISBN 3-442-43429-7).
- 1996: Sudden Prey. (Kalte Rache. ISBN 3-442-55477-2).
- 1998: Secret Prey. (Die Jagdpartie. ISBN 3-442-55457-8).
- 1999: Certain Prey. (Die Spur der Angst. ISBN 3-442-55401-2).
- 2000: Easy Prey. (Nachtblind. ISBN 3-442-46082-4).
- 2001: Chosen Prey. (Tödlicher Blick. ISBN 3-442-45275-9).
- 2002: Mortal Prey. (Tödliche Hochzeit. ISBN 3-442-45322-4).
- 2003: Naked Prey. (Das nackte Opfer. ISBN 3-442-45645-2).
- 2004: Hidden Prey. (Kalter Schlaf. ISBN 3-442-45795-5).
- 2005: Broken Prey. (Kaltes Fieber. ISBN 3-442-46174-X).
- 2007: Invisible Prey. (Mordlust. ISBN 978-3-442-20336-9).
- 2008: Phantom Prey. (Im Sog des Bösen. ISBN 978-3-442-47297-0).
- 2009: Wicked Prey. (Todesgier. ISBN 978-0-399-15567-3).
- 2010: Storm Prey. (Mordrausch. ISBN 978-3-442-47555-1).
- 2011: Buried Prey. ISBN 978-1-4104-3610-8. (Zorn. ISBN 978-3-442-47872-9).
- 2012: Stolen Prey. ISBN 0-399-15768-9
- 2013: Silken Prey. ISBN 0-399-15931-2
- 2014: Field of Prey. ISBN 0-399-16238-0
- 2015: Gathering Prey. ISBN 0-399-16879-6
- 2016: Extreme Prey. ISBN 978-0-399-17605-0
- 2017: Golden Prey. ISBN 0-399-18457-0
- 2018: Twisted Prey. ISBN 0-73521735-1
- 2019: Neon Prey. ISBN 978-0525536581
- 2020: Masked Prey. ISBN 978-0525539520
- 2021: Ocean Prey. ISBN 978-0593087022
- 2022: Righteous Prey. ISBN 978-0593422472 (gegenwärtig eine Vorankündigung)

Virgil Flowers (Spin-off der Davenport Reihe)
- 2007: Dark of the Moon. (Blinder Hass. ISBN 978-3-442-46856-0).
- 2008: Heat Lightning. (Blutige Rache. ISBN 978-3-442-47061-7).
- 2009: Rough Country. (Bittere Sühne. ISBN 978-3-442-47525-4).
- 2010: Bad Blood. (Blutige Saat. ISBN 978-3-442-47526-1).
- 2011: Shock Wave. (ISBN 978-0-399-15769-1).
- 2012: Mad River. (ISBN 978-0-399-15770-7).
- 2013: Storm Front. (ISBN 978-0-399-15930-5).
- 2014: Deadline. (ISBN 978-0-399-16237-4).
- 2016: Escape Clause.
- 2017: Deep Freeze.
- 2018: Holy Ghost.
- 2019: Bloody Genius.

LuEllen-und-Kidd-Reihe
- 1989: The Fool’s Run. (Spur der Narren.)
- 1991: The Empress File. (Königin der Nacht.)
- 2000: The Devil’s Code. (Tödliches Netz.)
- 2003: The Hanged Man’s Song. (Todesspiel.)

Sonstige Veröffentlichungen
- 1988: The Eye of the Heart.
- 1989: Plastic Surgery.
- 1997: The Night Crew. (Letzter Dreh.)
- 2006: Dead Watch. (Totenklage. ISBN 3-442-46399-8).
- 2006: Murder in the Rough.
- 2015 John Sandford und Ctein: Saturn Run. (Das Objekt ISBN 978-3-492-28130-0).